# Produções musicais de Swizz Beatz
A seguir está uma lista de canções produzidas, co-produzidas e remixadas pelo produtor de hip hop e rapper americano Swizz Beatz.

## Créditos de produção

### 2Pac
- Pac's Life
  - "Untouchable (Swizz Beatz Remix)" featuring Bone Thugs-N-Harmony

### 2 Pistols
- Uncertified
  - "Fly, Fly, Fly"

### 404 Soldierz
- All Out War
  - "Walk Like A Soldier"

### Alicia Keys
- As I Am
  - "Waiting For Your Love" (Faixa bônus iTunes)
- Uncertified
  - "Teenage Love Affair Remix" featuring LL Cool J
- The Element of Freedom
  - "Put It in a Love Song" featuring Beyoncé
  - "Almost There" (Empire Edition)[1]

### Autumn Rowe
- Uncertified
  - "One Day" featuring Swizz Beatz

### B.G.
- Uncertified
  - "What U Lookin' At" featuring Swizz Beatz

### Beyoncé
- The Pink Panther OST
  - "Check on It" featuring Slim Thug & Bun B
- B'Day
  - "Get Me Bodied"
  - "Upgrade U" featuring Jay-Z
  - "Ring the Alarm"
  - "Lost Yo Mind" (faixa bônus Pre-order)
- Uncertified
  - "Green Light (Swizz Beatz Remix)" featuring Young Buck

### Benzino
- Uncertified
  - "The Franklins" featuring Busta Rhymes

### Birdman
- Birdman
  - "Ghetto Life" featuring TQ, Lil' Wayne & Cam'ron

### Blackstreet
- Girlfriend/Boyfriend Vinyl Maxi Single
  - "Girlfriend/Boyfriend (The Anthem Remix) featuring Sauce Money & 8th Avenue[2]

### Bow Wow
- Unleashed
  - "Get It Poppin'"
- Half Man, Half Dog Vol. 1
  - "Big Bank Take Lil' Bank" featuring Swizz Beatz (Co-produzida p/ The Individualz)[3]
- New Jack City II
  - "Shake It" featuring Swizz Beatz
  - "Big Girls" featuring Yung Joc (Wal-Mart Deluxe Edition Bonus Track) (Co-produzida por Raj for The EntouRAJ)

### Bow Wow &Omarion
- Uncertified
  - "Girlfriend Remix" featuring Cassidy & Soulja Boy Tell 'Em (Co-produzida por The Individualz)

### Bone Thugs-N-Harmony
- Strength & Loyalty
  - "Candy Paint" featuring Swizz Beatz & Autumn Rowe
- Uncertified
  - "Come with Me"
  - "Give Me the Love"
  - "When The Thugs Come Out"
  - "What's Up" featuring Swizz Beatz
  - "Real Niggas"

### Bone Thugs-N-Harmony &Wisin & Yandel
- Take the Lead TSO
  - "Take the Lead (Wanna Ride)" featuring Fatman Scoop, Melissa Jiménez & Drag-On

### Bravehearts
- Bravehearted
  - "Twilight" featuring Nas

### Busta Rhymes
- E.L.E. (Extinction Level Event): The Final World Front
  - "Tear da Roof Off"
  - "Just Give It to Me Raw"
- Anarchy
  - "We Put It Down for Y'all"
  - "All Night"
- It Ain't Safe No More
  - "Together" featuring Rah Digga
- The Big Bang
  - "Touch It"
  - "Touch It Remix" featuring Mary J. Blige, Rah Digga, Missy Elliott, Lloyd Banks, Papoose & DMX (Leftover)
  - "Bounce Step" (Leftover)
- Back on My B.S.
  - "Watch Ya Mouth" featuring Swizz Beatz (Leftover)
- E.L.E.2 (Extinction Level Event 2)
  - "Stop the Party" featuring Swizz Beatz

### Cam'ron
- Confessions of Fire
  - "Glory" featuring Noreaga
  - "Shanghai"

### Capone-N-Noreaga
- Uncertified
  - "Hood Money" featuring Swizz Beatz

### Cardan
- "Billion Dollar Shift" featuring Red Cafe & Swizz Beatz

### Cassidy
- Split Personality
  - "Hotel" featuring R. Kelly
  - "Lipstick"
  - "Get No Better" featuring Mashonda
  - "Make You Scream" featuring Snoop Dogg
  - "Tha Problem"
  - "Pop That Cannon" featuring Styles P
  - "Husslin'"
  - "Hotel (Vacation Remix)" featuring R. Kelly & Trina
- I'm a Hustla
  - "I'm a Hustla"
  - "B-Boy Stance" featuring Swizz Beatz
  - "C-Bonics" featuring Swizz Beatz
  - "Bellybutton" featuring Mashonda
  - "I'm A Hustla (Remix)" featuring Mary J. Blige
- B.A.R.S. The Barry Adrian Reese Story
  - "My Drink N My 2 Step" featuring Swizz Beatz (Co-produzida p/ The Individualz)
  - "Innocent Man (Misunderstood)" (Co-produzida p/ The Individualz)
  - "Leanin' on the Lord" featuring Angie Stone
  - "Take a Trip" featuring Mashonda
- Uncertified
  - "My Drink N My 2 Step (Remix)" featuring Swizz Beatz, Kanye West & Ne-Yo (Co-produzida p/ The Individualz)
  - "C.A.S.S.I.D.Y. (The Anthem)"
  - "Yeah" featuring Fat Joe
  - "Ride Out" featuring Swizz Beatz
  - "The Pump"
  - "Tic Toc"
  - "Hold Dat" featuring Swizz Beatz
  - "Aim 4 the Head" featuring The Game
  - "Get the F*ck Outta Here"
  - "Hell Up in Philly Freestyle"
  - "Searching" featuring John Legend
  - "You Got Me Open" featuring Ne-Yo

### Chrishan
- Uncertified
  - "Girlfriend"

### Chris Brown
- Exclusive
  - "I'll Call Ya"
- Graffiti
  - "I Can Transform Ya" featuring Lil Wayne

### Clinton Sparks
- Smashtime Radio Vol. 5
  - "Let This Bang" featuring Diddy, Swizz Beatz, Fabolous[4]

### Coko
- Uncertified
  - "Trifflin (Remix)" featuring Cross

### Crystal
- Uncertified
  - "Get Up"

### Cuban Link
- Chain Reaction
  - "Comin' Home Wit Me" featuring Avant
  - "Shakedown"
  - "Talk About It" featuring Jadakiss

### D12
- Return of the Dozen Vol. 2
  - "Ugly Bitch" featuring Swizz Beatz

### D-Block
- Money, Power & Respect
  - "All for the Love"
- We Are the Streets
  - "F*ck You"
  - "Can I Live"
  - "Felony N*ggas" (Styles P solo)
  - "Wild Out"
  - "Blood Pressure" (Jadakiss solo)
  - "Y'all F*cked Up Now"
  - "U Told Me" featuring Eve
  - "Bring It On" (Sheek Louch solo)
  - "If You Know" featuring Drag-On, Eve & Swizz Beatz
  - "We Are The Streets"
- Uncertified
  - "The Streets Is Back"
  - "What to Do (Pick Me Up)"

### Damian Marley
- Halfway Tree
  - "Half Way Tree"

### Daz Dillinger
- Only on the Left Side
  - "I'm from the Hood" featuring Swizz Beatz

### Devon Aoki
- "Take a Walk" featuring Swizz Beatz

### DJ Clue
- The Professional
  - "Ruff Ryders' Anthem" (Remix)" (Performance de DMX, Drag-On, Eve, Jadakiss & Styles P)
- Backstage: A Hard Knock Life
  - "Who Did You Expect" (Performance de The LOX)
- The Professional, Pt. 3
  - "Ugly (Thug It Out)" (Performance de Jadakiss & Swizz Beatz)

### DJ Kayslay
- The Streetsweeper Vol. 2: The Pain from the Game
  - "The Truth" (Performance de LL Cool J)

### DMX
- It's Dark and Hell Is Hot
  - "Ruff Ryders Anthem"
- Flesh of My Flesh, Blood of My Blood
  - "My N*ggas"
  - "Ain't No Way"
  - "Keep Your Sh*t the Hardest"
  - "It's All Good"
  - "The Omen" featuring Marilyn Manson
  - "No Love for Me" featuring Drag-On & Swizz Beatz
  - "Blackout" featuring The L.O.X. & Jay-Z
  - "Flesh of My Flesh, Blood of My Blood"
  - "Heat"
  - "Ready to Meet Him"
- ...And Then There Was X
  - "One More Road to Cross"
  - "Party Up (Up in Here)"
  - "Don't You Ever"
  - "Comin' for Ya"
- The Great Depression
  - "You Could Be Blind" featuring Mashonda
  - "A Minute for Your Son"
- Grand Champ
  - "Get It on the Floor" featuring Swizz Beatz
  - "A'Yo Kato" featuring Magic & Val
- Year of the Dog... Again
  - "We in Here featuring Swizz Beatz
  - "I Run Shit" featuring Big Stan
  - "Come Thru (Move)" featuring Busta Rhymes & Swizz Beatz
  - "Baby Motha" featuring Janyce
- Uncertified
  - "Pump Ya Fist'"
  - "Soldier"
  - "I Can, I Can" featuring Swizz Beatz
  - "It Ain't My Fault"

### Don Omar
- Da Hitman Presents Reggaetón Latino
  - "Dale Don Dale (Remix)" featuring Fabolous

### Drag-On
- Opposite of H2O
  - "Opposite of H2O" featuring Jadakiss
  - "Niggas Die 4 Me" featuring DMX
  - "Get It Right" featuring DMX
  - "Drag Shit" featuring Styles P
  - "The Way Life Is"
  - "Pop It"
  - "What's It All About"
  - "Life Goes On"
- Oz - TSO
  - "Tonight"
- Hell and Back
  - "Bang Bang Boom" featuring Swizz Beatz
- Uncertified
  - "We Can Get It On" featuring Swizz Beatz
  - "Try Me When You See Me"
  - "Twisted Heat" featuring Twista
  - "Yeah, Yeah, Yeah"
  - "Love for Drag"
  - "Move Your Body" featuring Mashonda
  - "This Is a Warning" featuring Swizz Beatz
  - "Shake 'Em Off" featuring Swizz Beatz (Produzida por The Individualz)
  - "Know What I'm Talking Bout" featuring Swizz Beatz (Co-produzida p/ The Individualz)

### Drake
- Thank Me Later
  - "Fancy" featuring T.I. & Swizz Beatz
- Uncertified
  - "Best I Ever Had (Remix)" featuring Swizz Beatz

### E-Dub
- "Get Down"

### Eightball & MJG
- Space Age 4 Eva
  - "Boom Boom"
  - "Thank God"

### Elephant Man
- Let's Get Physical
  - "Jump"
  - "Who Wanna" featuring Swizz Beatz
  - "Five-O (Remix)" featuring Swizz Beatz, Wyclef Jean, Assassin, Yung Joc & Diddy

### Estelle
- Shine
  - "Shine"

### Eve
- "Party in the Rain"
- "Double R What" featuring Jadakiss & Styles P.
- "Love Is Blind"
- "Gotta Man"
- "Let's Talk About" featuring Drag-On
- "Philly, Philly" featuring Beanie Sigel
- "Stuck Up"
- "Ain’t Got No Dough" feat. Missy Elliott
- "Scenario 2000" feat. DMX, The L.O.X. & Drag-On
- "Dog Match" feat. DMX
- "My B*tches"
- "Maniac"
- "My Enemies"
- "Cowboy"
- "Got What You Need" featuring Drag-On
- "Gangsta B*tches" featuring Trina & Da Brat
- "Thug in the Street" featuring Drag-On, The L.O.X.
- "Tambourine"
- "Cash Flow" featuring T.I.
- "Get That Money"
- "Give It to You" featuring Sean Paul
- "Turn Me On"
- "I'm Whats Poppin"

### Fantasia
- Fantasia
  - "Surround U"

### Fat Joe
- All or Nothing
  - "Listen Baby" featuring Mashonda
- The Elephant in the Room
  - "Drop" featuring Jackie Rubio & Swizz Beatz
- Jealous Ones Still Envy 2 (J.O.S.E. 2)
  - "Blackout" featuring Swizz Beatz & Rob Cash of KAR

### Flashy
- "Times Up"

### Flipmode Squad
- The Imperial
  - "Run for Cover"

### Foxy Brown
- Chyna Doll
  - "Dog and a Fox" featuring DMX

### Funkmaster Flex
- The Mix Tape Volume 4: 60 Minutes of Funk
  - "I Don't Care" featuring Jadakiss

### Goodz
- "Breathe on 'Em"

### G-Unit
- T.O.S: Terminate on Sight
  - "Get Down"

### Game
- Doctor's Advocate
  - "Scream on 'Em"
- Uncertified
  - "State Your Name" featuring Cassidy & Lil Flip
  - "You Know" featuring T.I., Snoop Dogg & Swizz Beatz (Co-produzida por Neo Da Matrix)
  - "Cali Smoke"  featuring Snoop Dogg
  - "Worldwide" featuring Ludacris & Busta Rhymes

### Grafh
- "Ain't No Telling" featuring Swizz Beatz

### Gucci Mane
- "It's Alive" featuring Swizz Beatz
- "Showtime"

### Gwen Stefani
- The Sweet Escape
  - "Now That You Got It"

### H.I.M.
- - "Feels Good to Be Me" featuring Drag-On & Swizz Beatz

### Ice Cube
- Laugh Now, Cry Later
  - "Stop Snitchin'"
- Raw Footage
  - "Don't Make Me Hurt Ya Feelings" (Best Buy pre-order)

### India.Arie
- "I Am Not My Hair Remix"

### Ivy Queen
- Real
  - "Soldados"

### Jadakiss
- Kiss tha Game Goodbye
  - "Jada's Got a Gun"
  - "On My Way"
  - "Kiss Is Spittin'" featuring Nate Dogg & Mashonda
  - "F*ckin’ or What"
- Kiss of Death
  - "Real Hip-Hop" featuring Sheek Louch
- The Last Kiss
  - "Who's Real" featuring OJ Da Juiceman & Swizz Beatz
- Uncertified
  - "Rollin' Up" featuring Swizz Beatz
  - "Take Me to NY"

### Jamie Jones
- "Ayo" featuring Swizz Beatz
- "You Be the Blame" featuring Swizz Beatz
- "Whatever"

### Jae Millz
- "Streetz Melting"

### Jay-Z
- Vol. 2... Hard Knock Life
  - "If I Should Die" featuring Da Ranjahz
  - "Money, Cash, Hoes" featuring DMX
  - "Coming of Age (Da Sequel)" featuring Memphis Bleek
- The Corruptor: OST
  - "More Money, More Cash, More Hoes" featuring Memphis Bleek & Beanie Sigel
- Vol. 3... Life and Times of S. Carter
  - "Things That U Do" featuring Mariah Carey
  - "Jigga My Nigga" (Bonus Track)
  - "Girl's Best Friend" (Bonus Track)
- The Blueprint 2.1
  - "Stop" (Bonus Track)
- Kingdom Come
  - "Dig a Hole" featuring Sterling Simms
- The Blueprint 3
  - "On to the Next One" featuring Swizz Beatz
- Uncertified 
  - "Ultra" featuring Swizz Beatz

### Jay-Z &Mary J. Blige
- "You're All Welcome" (Co-produzida por The Individualz)

### Jennifer Lopez
- "Still from the Block" featuring Swizz Beatz
- "Skip the Blues (Not Me)" (unreleased song from "Brave" season)

### Jermaine Dupri
- Instructions
  - "Whatever" featuring Nate Dogg, R.O.C. & Tigah
  - "Yours and Mine" featuring Jagged Edge

### John Tui
- "No Problem My Littte" featuring Swizz Beatz

### Jin
- "Check the Clock"
- "Get Your Handz Off" featuring Swizz Beatz (Co-produzida p/ Neo Da Matrix)

### Joe Budden
- "Ain't Nothing"

### John Legend
- "Green Light Remix" featuring T.I.[5]

### JoJo
- The High Road
  - "The Way You Do Me"

### Jose
- "J.O.S.E." (Sobra de Ryde or Die Vol. 1)

### Jowell & Randy
- "No Te Veo Remix" featuring Swizz Beatz

### K-Dot
- "On My Momma"

### Keithian
- What?

### Kelis
- "Waiting For War"

### Keyshia Cole
- "I Love You" featuring Lil Wayne (Remake da canção do álbum My Life de Mary J. Blige)

### Layzie Bone
- Thugz Nation
  - "Toast 2 That"

### Lena Horne
- "I Got Rhythm Remix" featuring Q-Tip

### Lil' Jon
- Crunk Rock
  - "I Do" featuring Swizz Beatz & Snoop Dogg

### Lil' Kim
- La Bella Mafia
  - "This Is Who I Am" featuring Swizz Beatz & Mashonda

### Lil Wayne
- Tha Carter III
  - "Dr. Carter"[6]
- Uncertified
  - "First Place Winner" featuring Young Money & Swizz Beatz
  - "Money, Cars, Hoes" featuring Swizz Beatz

### Limp Bizkit
- Chocolate Starfish and the Hot Dog Flavored Water
  - "Rollin' (Air Raid Vehicle)" feat. DMX, Method Man & Redman

### LL Cool J
- Violator: The Album, V2.0
  - "Put Your Hands Up"
- Rush Hour 2 - TSO
  - "Crazy Girl" featuring Mashonda
- Uncertified
  - "You Know Why" (Sobra de Ryde or Die Vol. 1)

### Ludacris
- Word of Mouf
  - "Oh No (Cry Babies)"
- Theater of the Mind
  - "Nasty Girl" featuring Plies
- Battle of the Sexes
  - "Tell Me a Secret" featuring Ne-Yo

### Maino
- If Tomorrow Comes
  - "Million Bucks" featuring Swizz Beatz(Co-produzida p/ The Individualz)

### Majic Massey
- "Ready Set Go"

### Mariah Carey
- The Emancipation of Mimi
  - "Secret Love" (Faixa bônus Japão)
- E=MC²
  - "O.O.C. (Out Of Control)"

### Marilyn Manson
- "The Drugs"[7]

### Maroon 5
- Call and Response: The Remix Album
  - "If I Never See Your Face Again (Swizz Beats Remix)"

### Mary J. Blige
- No More Drama
  - "Where I've Been" featuring Eve
- Uncertified
  - "Just Fine (Treat Em' Right) Remix" featuring Lil Wayne
  - "Fancy" featuring Swizz Beatz

### Mashonda
- January Joy
  - "Step Into My World (Intro)"
  - "Blackout" featuring Snoop Dogg
  - "Back of the Club"
  - "Thank You (Outro)"
  - "Blackout" featuring Nas (Bonus Track)

### Memphis Bleek
- Coming of Age
  - "Memphis Bleek Is..."
- 534
  - "Like That"

### Midwest City
- "The Re-Up" featuring Swizz Beatz

### MJ
- "Step Ya Game Up" featuring Swizz Beatz

### Monica
- The Makings of Me
  - "Raw" (Co-produzida por Harold Lilly)

### Mos Def
- Beef / Monster Music (G.H.E.T.T.O.) Vinyl, 12"
  - "Monster Music (G.H.E.T.T.O.)" featuring Cassidy

### Ms. Dynamite
- Dy-na-mi-tee Vinyl Maxi Single
  - "Dy-na-mi-tee (Remix)" featuring Nas

### Mýa
- Fear of Flying
  - "Turn it Up (Intro)"
  - "The Best of Me" featuring Jadakiss
- Uncertified
  - "Girls Like That"
  - "My Love Is Like...Wo (Part III)" featuring Cassidy

### N.O.R.E.
- N.O.R.E.
  - "Banned from TV" featuring Cam'ron, Jadakiss, Styles P, Big Pun & Nature
- Melvin Flynt - Da Hustler
  - "Wethuggedout" featuring Missy Elliott & Swizz Beatz
- God's Favorite
  - "Nahmeanuheard"
  - "Wanna Be Like Him" featuring Mashonda
  - "Nahmeanuheard (Remix)" featuring Fat Joe, Cassidy, Cam'Ron & Capone
- Noreality
  - "Set It Off" featuring Swizz Beatz and J-Ru$$

### Nas
- "Two Seater"
- "Salute Me (The General)"
- "The G.O.D." by Nas
- "Braveheart Party" featuring Mary J. Blige & The Bravehearts

### The Notorious B.I.G.
- "Notorious Thugs" featuring Twista & Krayzie Bone
- "Spit Your Game (Remix)" featuring Twista, Krayzie Bone, Eightball & MJG

### O-Solo
- "Times Is Hard"

### Papoose
- A Threat and a Promise
  - "Across the Track" featuring Nas
- Uncertified
  - "Get Right" featuring Busta Rhymes
  - "Not Today"

### Peedi Peedi
- "Let's Go" featuring Swizz Beatz
- "My Hood Is Greezy" featuring Cassidy
- "Life Goes On"
- "Philly" featuring M.O.R.

### Pitch Black
- Pitch Black Law
  - "Shake That"
  - "N.Y.C."

### Poetic
- "You Got Me Here"

### Poster Boy
- "Jurassic Harlem"

### Q-Tip
- "Gettin' Up Remix" featuring Eve
- "La Cumparasita (Tango Remix) featuring Swizz Beatz

### Quan
- "Quality"

### R. Kelly
- Snake (Remix) (12")
  - "Snake (Remix)" featuring Cam'ron & Big Tigger[8]
- Double Up
  - "The Champ" featuring Swizz Beatz (Co-produzida por The Runners)

### Razah
- "The Reason" featuring Mashonda

### Rah Digga
- Dirty Harriet
  - "Do The Ladies Run This?"

### The Reepz
- All Things Come to an End.....[9]
  - "I Think Not"
  - "Ya Dead Now"

### Remy Ma
- There's Something About Remy: Based on a True Story
  - "Whuteva" featuring Swizz Beatz
- Uncertified
  - "Monster" featuring Swizz Beatz[10]

### Rock City
- "I'm Leavin'" featuring Akon & Swizz Beatz

### Ruben Studdard
- Soulful
  - "Take The Shot"
  - "Dont Quit On Me"

### Ruff Ryders
- Ryde or Die Vol. 1
  - "Down Bottom" featuring Juvenile
  - "What Ya Want" (Eve solo)
  - "Jigga My Nigga (Jay-Z solo)
  - "Bugout" (DMX Solo)
  - "Kiss of Death" (Jadakiss solo)
  - "The Hood" featuring Beanie Sigel, Nuchild & Mysonne
  - "Platinum Plus" featuring Mase & Jermaine Dupri
  - "Do That Shit" (Eve solo)
  - "Pina Colada" featuring Big Pun
  - "Some X Shit" (DMX solo)
- Ryde or Die Vol. 2
  - "WW III" featuring Scarface & Snoop Dogg
  - "2 Tears in a Bucket" featuring Redman & Method Man
  - "Holiday" (Styles P. solo)
  - "Fright Night" featuring Busta Rhymes
  - "Twisted Heat" featuring Twista
- Ryde or Die Vol. 3: In the "R" We Trust
  - "Intro"
  - "Some South Shit" featuring Ludacris
  - "Ruff Ryders All-Star Freestyle" (faixa bônus)
- The Redemption Vol. 4
  - "What They Want"
  - "Aim 4 the Head"
- Uncerified
  - "Times Up"

### Scooter Smiff
- "Hot" featuring Swizz Beatz

### Sean P
- Very Necessary
  - "ATL Style" featuring T.I. & Swizz Beatz

### Shea
- "Get That Paper"

### Shyne
- Godfather Buried Alive
  - "Shyne" c/ Swizz Beatz

### Sin
- "Rock It" featuring Snoop Dogg & Swizz Beatz[11]

### Sizzla
- "Ultimate Hustla"

### Smitty
- "Diamonds on My Neck"
- "Diamonds on My Neck (Remix)" featuring Lil Wayne & Twista

### Smoot
- "Let's Get It" featuring Jadakiss

### Snoop Dogg
- "Got My Own" featuring Swizz Beatz

### Static
- "Ladies to the Floor"

### Strings
- The Black Widow[12][13]
  - "Um" featuring Swizz Beatz
  - "Raise It Up" featuring Drag-On
  - "Blunt Object"
  - "Table Dance"
  - "Treason"

### Styles P
- A Gangster and a Gentleman
  - "Good Times"
  - "Lick Shots" featuring Jadakiss, Sheek Louch & J-Hood
  - "And I Came To..." featuring Eve & Sheek Louch
- Super Gangster (Extraordinary Gentleman)
  - "Blow Ya Mind" featuring Swizz Beatz
- Grand Theft Auto IV - trilha sonora
  - "Blow Ya Mind (Remix)" featuring Swizz Beatz, Jadakiss & Sheek Louch
- Uncertified
  - "Go/Ghost"
  - "What to Do (Pick Me Up)"

### Swizz Beatz
- Any Given Sunday - trilha sonora
  - "Move Right Now" featuring Drag-On & Eve
- Presents G.H.E.T.T.O. Stories
  - "Ghetto Stories"
  - "Big Business"
  - "Endalay"
  - "Shyne"
  - "Ghetto Love"
  - "Good Times"
  - "Gone Delirious"
  - "N.O.R.E."
  - "Let Me See Ya Do Your Thing"
  - "Island Spice"
  - "Guilty"
  - "Salute Me (Remix)"
  - "We Did It Again"
  - "Bigger Business"
- One Man Band Man
  - "It's Me Bitches"
  - "Take a Picture"
  - "Top Down"
  - "Part of the Plan"
  - "It's Me...(Remix)" featuring Lil Wayne, R. Kelly & Jadakiss
- Uncertified
  - "Show Yall" (Leftover from Ryde or Die Vol. 1)
  - "Hard Knocks" featuring Drag-On (Co-Produced W/ The Individualz)
  - "That Oprah"
  - "Way You Make Me Feel" featuring Alicia Keys
  - "Up in This Club"(Co-produzida p/ The Individualz)
  - "Up in This Club (Remix)" featuring Lil Wayne, Busta Rhymes & Cross (Co-produzida p/ The Individualz)
  - "You Stay on My Mind"(Co-produzida p/ The Individualz)
  - "Im Cool"
  - "When I Step in the Club"(Co-produzida p/ Neo Da Matrix)

### T.I.
- Urban Legend
  - "Bring Em Out"
- King
  - "Get It"
- Paper Trail
  - "Swing Ya Rag" by T.I. featuring Swizz Beatz (Co-produzida p/ The Individualz)
- Fuck a Mixtape
  - "Spazz Out"
- Uncertified
  - "Feel My Mind" featuring Swizz Beatz
  - "Need a Problem" (Co-produzida por Neo Da Matrix)

### Tha Dogg Pound
- Cali Iz Active
  - "Sittin' On 23z"
- That Was Then, This Is Now
  - "Attitude Problem" featuring Swizz Beatz & Cassidy

### Tha Eastsidaz
- Duces 'n Trayz: The Old Fashioned Way
  - "Everywhere I Go" featuring Kokane

### Three 6 Mafia
- "Poppin' My Collar (Remix)" featuring DMX, Lil Flip & Swizz Beatz

### Trey Songz
- "Feeling Like Money"

### UGK
- UGK (Underground Kingz)
  - "Hit the Block" featuring T.I. (faixa bônus)

### Whitney Houston
- I Look to You
  - "Million Dollar Bill"

### Young Droppa
- "When Im Comin"

### Young Gunz
- Brothers from Another
  - "Set It Off"
  - "Beef"

### Yung Wun
- The Dirtiest Thirstiest
  - "Yung Wun Anthem" (Co-produzida por Eric McCain)
  - "Represent"

### Zeebra
- "Let's Get It Started" featuring Swizz Beatz

## Singles produzidos por Swizz Beatz
- 1998
  - "Ruff Ryders Anthem" (DMX)
  - "Down Bottom" (Drag-On)
  - "Banned from TV" (N.O.R.E. featuring Big Pun, Nature, Cam'ron, Jadakiss, Styles P)
  - "Tear da Roof Off" (Busta Rhymes)
  - "Money, Cash, Hoes"(Jay-Z featuring DMX)
- 1999
  - "Love Is Blind"(Eve featuring Faith Evans)
  - "Gotta Man"(Eve)
  - "Memphis Bleek Is..." (Memphis Bleek)
  - "Jigga My Nigga" (Jay-Z)
  - "Girl's Best Friend" (Jay-Z)
  - "Things That U Do"(Jay-Z featuring Mariah Carey)
- 2000
  - "Party Up" (DMX)
  - "The Best of Me" (Mýa featuring Jadakiss)
  - "Spit These Bars" (Drag-On featuring Swizz Beatz)
  - "WW III" (Ruff Ryders featuring Scarface & Snoop Dogg)
  - "Wild Out" (The LOX)
- 2001
  - "Put Your Hands Up" (LL Cool J)
- 2002
  - "Guilty" (Swizz Beatz featuring Bounty Killer)
  - "Bigger Business" (Swizz Beatz featuring Ron Isley, Diddy, Birdman, Jadakiss, Snoop Dogg & Cassidy)
  - "Good Times" (Styles P)
- 2003
  - "Get It on the Floor" (DMX featuring Swizz Beatz)
  - "Snake (Remix)" (R. Kelly featuring Cam'ron & Big Tigger)
- 2004
  - "Hotel" (Cassidy featuring R. Kelly)
  - "Get No Better" (Cassidy featuring Mashonda)
  - "Bang Bang Boom" (Drag-On featuring Swizz Beatz)
  - "Bring 'Em Out" (T.I.)
- 2005
  - "Set It Off" (Young Gunz featuring Swizz Beatz)
  - "I'm a Hustla" (Cassidy)
  - "B-Boy Stance" (Cassidy)
  - "Back of da Club" (Mashonda featuring Swizz Beatz)
  - "Blackout" (Mashonda featuring Snoop Dogg)
  - "Diamonds on My Neck" (Smitty)
  - "Like That" (Memphis Bleek)
  - "Check on It" (Beyoncé featuring Slim Thug)
- 2006
  - "Whuteva" (Remy Ma featuring Swizz Beatz)
  - "Touch It" (Busta Rhymes)
  - "We in Here" (DMX featuring Swizz Beatz)
  - "Come Thru' (Move)" (DMX featuring Busta Rhymes & Swizz Beatz)
  - "Untouchable (Swizz Beatz Remix)" (2Pac featuring Krayzie Bone)
  - "Spit Your Game" (The Notorious B.I.G. featuring Twista & Krayzie Bone)
  - "Take the Lead (Wanna Ride)" (Bone Thugs-N-Harmony & Wisin & Yandel featuring Melissa Jiménez & Fatman Scoop)
  - "Ring the Alarm" (Beyoncé)
- 2007
  - "Upgrade U"(Beyoncé featuring Jay-Z)
  - "Get Me Bodied" (Beyoncé)
  - "It's Me Bitches" (Swizz Beatz)
  - "Tambourine" (Eve)
  - "Money in the Bank" (Swizz Beatz)
  - "Top Down" (Swizz Beatz)
  - "My Drink N My 2 Step" (Cassidy featuring Swizz Beatz)
  - "Innocent Man (Misunderstood)" (Cassidy featuring Mark Morrison)
  - "Set It Off" (N.O.R.E. featuring J. Ru$$ & Swizz Beatz)
  - "Blow Ya Mind" (Styles P. featuring Swizz Beatz)
  - "Now That You Got It" (Gwen Stefani featuring Damian Marley)
  - "Give It to You" (Eve  featuring Sean Paul)
  - "Watch Ya Mouth" (Busta Rhymes featuring Swizz Beatz)
- 2008
  - "Where the Cash At?" (Swizz Beatz)
  - "Get Down"(G-Unit)
  - "Swing Ya Rag" (T.I. featuring Swizz Beatz)
- 2009
  - "Nasty Girl" (Ludacris featuring Plies)
  - "Get Points"  (Kelly Olyveyra)
  - "Who's Real" (Jadakiss featuring OJ da Juiceman & Swizz Beatz)
  - "Million Bucks" (Maino featuring Swizz Beatz)
  - "I Do" (Lil Jon featuring Snoop Dogg & Swizz Beatz)
  - "Million Dollar Bill" (Whitney Houston)
  - "I Can Transform Ya" (Chris Brown featuring Swizz Beatz & Lil Wayne)
  - "On to the Next One" (Jay-Z featuring Swizz Beatz)
- 2010
  - "Put It in a Love Song" (Alicia Keys featuring Beyoncé)
  - "Stranded (Haiti Mon Amour)" (Jay-Z, Bono, The Edge & Rihanna)
  - "Thrown" (Remiix) (Tray J featuring Swizz Beatz)
  - "Queen Happy"  (Kelly Olyveyra)